# 26896 Josefhudec
26896 Josefhudec è un asteroide della fascia principale. Scoperto nel 1995, presenta un'orbita caratterizzata da un semiasse maggiore pari a 2,2691695 UA e da un'eccentricità di 0,0216690, inclinata di 6,34134° rispetto all'eclittica.